# Cassian
Cassian – miasto w Stanach Zjednoczonych, w stanie Wisconsin, w hrabstwie Oneida.